# Унтермархтал
Унтермархтал (њем. Untermarchtal) општина је у њемачкој савезној држави Баден-Виртемберг. Једно је од 55 општинских средишта округа Алб-Донау-Крајс. Према процјени из 2010. у општини је живјело 950 становника. Посједује регионалну шифру (AGS) 8425123.

## Географски и демографски подаци
Унтермархтал се налази у савезној држави Баден-Виртемберг у округу Алб-Донау-Крајс. Општина се налази на надморској висини од 506 метара. Површина општине износи 5,6 km². У самом мјесту је, према процјени из 2010. године, живјело 950 становника. Просјечна густина становништва износи 169 становника/km².